# 新屋村 (青衣)
新屋村（英語：San Uk Tsuen），又稱新屋新村（英語：San Uk Resite Village），是一條位於香港葵青區青衣島的鄉村。

## 行政區劃
新屋是新界小型屋宇政策下其中一條認可鄉村，亦為青衣鄉事委員會其中一個鄉村代表。

## 外部連結
- 居民代表選舉新屋村（青衣）的劃定現有鄉村範圍（2019－2022年）

22°21′12″N 114°06′03″E / 22.353395°N 114.100715°E